# Дуглас, Кит
Кит Ду́глас (англ. Keith Douglas) — шотландский кёрлингист.
В составе мужской сборной Шотландии участник чемпионата мира 1977 (стали бронзовыми призёрами) и чемпионата Европы 1977 (стали серебряными призёрами). Чемпион Шотландии среди мужчин. В составе юниорской мужской сборной Шотландии участник чемпионата мира 1976 (заняли четвёртое место). Чемпион Шотландии среди юниоров.
Играет на позициях первого и второго.

## Достижения
- Чемпионат мира по кёрлингу среди мужчин: бронза (1977).
- Чемпионат Европы по кёрлингу: серебро (1977).
- Чемпионат Шотландии по кёрлингу среди мужчин: золото (1977).
- Чемпионат Шотландии по кёрлингу среди юниоров: золото (1976).

## Команды
| Сезон   | Четвёртый       | Третий          | Второй          | Первый         | Турниры                       |
| ------- | --------------- | --------------- | --------------- | -------------- | ----------------------------- |
| 1975—76 | Роберт Келли    | Кен Хортон      | Уилли Джеймисон | Кит Дуглас     | ЧШЮ 1976 · ЧМЮ 1976 (4 место) |
| 1976—77 | Кен Хортон      | Уилли Джеймисон | Кит Дуглас      | Ричард Хардинг | ЧШМ 1977 · ЧМ 1977            |
| 1977—78 | Кен Хортон      | Уилли Джеймисон | Кит Дуглас      | Ричард Хардинг | ЧЕ 1977                       |
| 1977—78 | Кен Хортон      | Уилли Джеймисон | Кит Дуглас      | S Cullen       | [ 3 ]                         |
| 1978—79 | Уилли Джеймисон | Роберт Келли    | Кит Дуглас      | S Cullen       | [ 3 ]                         |

(скипы выделены полужирным шрифтом)